# LPR (велокоманда)
LPR Brakes-Farnese Vini (UCI Team Code: LPR) — ирландская, ранее — швейцарская, профессиональная континентальная шоссейная велокоманда, существовавшая с 2004 по 2009 год. Благодаря уайлд-кард, принимала участие в соревнованиях UCI ProTour.

## История
Была основана 2004 году и зарегистрирована в Швейцарии. В конце 2006 года штаб команды и часть гонщиков ушли в новообразованную Tinkoff Credit Systems. В 2007 году команда объединилась с Team 3C Casalinghi Jet Androni Giocattoli, к руководству пришли Индуро Сильвана, Давиде Боифава и Марио Манцони, позднее к ним присоединился спортивный директор Acqua & Sapone Энрико Паолини. С 2008 года команда стала выступать под ирландской лицензией. 
После окончания сезона 2009 года команда прекратила своё существование, большая часть состава перешла в De Rosa-Stac Plastic.
Выступала на велосипедах Guerciotti (2004—2006), Carrera (2007), De Rosa (2008—2009)

## Достижения

### 2004
1-й Tour du Lac Léman, Дмитрий Конышев

### 2005
1-й GP Knorr, Mauro Santambrogio
1-й Giro del Mendrisiotto, Michele Maccanti
1-й Stausee Rundfahrt, Данило Наполитано
1-й этап 3 Settimana Internazionale di Coppi e Bartali, Данило Наполитано
1-й этап 5 Settimana Internazionale di Coppi e Bartali, Elio Aggiano
1-й Route Adélie de Vitré, Daniele Contrini
1-й этап 2 Giro del Trentino, Giuseppe Muraglia
1-й общий зачёт Clasica Alcobendas, Павел Тонков
1-й этап 1, Павел Тонков
1-й этап 3 Tour de Picardie, Daniele Contrini
1-й этап 1 Vuelta a Asturias, Дмитрий Конышев
1-й этап 3 Vuelta a Asturias, Михаил Халилов
1-й  Чемпионат Украины (RR), Михаил Халилов
1-й этап 3 Brixia Tour, Данило Наполитано
1-й Coppa Bernocchi, Данило Наполитано
1-й этапы 2 и 5 Tour du Poitou-Charentes, Данило Наполитано
1-й Giro della Romagna, Данило Наполитано

### 2006
1-й этап 7 Tour de Langkawi, Elio Aggiano
1-й GP Knorr, Giairo Ermeti
1-й Giro del Mendrisiotto, Daniele De Paoli
1-й Hel van het Mergelland, Михаил Халилов
1-й этап 2 Tour de Suisse, Daniele Contrini

### 2007
1-й Giro del Mendrisiotto, Andreas Dietziker
1-й Grand Prix Pino Cerami, Luca Solari
1-й этап 3 Rheinland-Pfalz Rundfahrt, Luca Celli
1-й этап 5 Rheinland-Pfalz Rundfahrt, Andreas Dietziker
1-й GP Kranj, Борут Божич
1-й общий зачёт Tour de Wallonie, Борут Божич
1-й этап 3 Tour of Ireland, Борут Божич
1-й этап 5 Tour of Ireland, Marco Marcato

### 2008
1-й общий зачёт Giro della Provincia di Reggio Calabria, Daniele Pietropolli
1-й этап 3, Daniele Pietropolli
1-й этап 2 Tour Ivoirien de la Paix, Sergio Laganà
1-й этап 3 Tour Ivoirien de la Paix, Walter Proch
1-й общий зачёт Settimana Lombarda, Данило Ди Лука
1-й этап 4, Данило Ди Лука
1-й Giro d'Oro, Gabriele Bosisio
1-й этап 7 Giro d'Italia, Gabriele Bosisio
1-й общий зачёт Tour of Slovenia, Jure Golčer
1-й этап 1, Claudio Cucinotta
1-й этап 3, Jure Golčer
1-й  Чемпионат Украины (RR), Руслан Подгорный
1-й этап 3 Tour of Austria, Руслан Подгорный
1-й этап 3 Brixia Tour, Gabriele Bosisio
1-й этапы 1, 6 и 8 Tour of Britain, Алессандро Петакки
1-й Memorial Viviana Manservisi, Алессандро Петакки
1-й Giro dell'Emilia, Данило Ди Лука
1-й Gran Premio Bruno Beghelli, Алессандро Петакки

### 2009
1-й Gran Premio della Costa Etruschi, Алессандро Петакки
1-й общий зачёт Giro della Provincia di Grosseto, Daniele Pietropolli
1-й этап 3, Daniele Pietropolli
1-й этап 5 Giro di Sardegna, Алессандро Петакки
1-й этап 2 Tirreno–Adriatico, Алессандро Петакки
1-й общий зачёт Settimana Lombarda, Daniele Pietropolli
1-й этап 1, командная гонка
1-й этапы 2 и 4, Алессандро Петакки
1-й Scheldeprijs, Алессандро Петакки
1-й этап 4 Giro del Trentino, Данило Ди Лука
1-й Giro di Toscana, Алессандро Петакки
1-й этапы 2 и 3 Giro d'Italia, Алессандро Петакки
1-й Memorial Marco Pantani, Roberto Ferrari
1-й этап 1 Delta Tour Zeeland, Алессандро Петакки

## Гонщики
В разные годы за команду выступали: 
- Дмитрий Конышев
- Павел Тонков
- Михаил Халилов
- Руслан Подгорный
- Борут Божич
- Данило Наполитано
- Данило Ди Лука
- Алессандро Петакки